# Мухаммед Али — Леон Спинкс
Мухаммед Али — Леон Спинкс (англ. Muhammad Ali vs. Leon Spinks) — поединок по боксу за титулы чемпиона WBA, WBC и The Ring в тяжёлом весе, который состоялся 15 февраля 1978 года в Лас-Вегасе (штат Невада).

## Предыстория
29 сентября 1977 году чемпион мира в тяжелом весе по версиям WBA и WBC Мухаммед Али в тяжёлом поединке победил Эрни Шейверса. После этого боя врач Фредди Пачеко, который был другом и одним из секундантов Али стал настаивать на том, что бы Мухаммед завершил карьеру профессионального боксёра. По его мнению следующий тяжёлый поединок нанёс бы непоправимый урон здоровью Мухаммеда Али. Фредди Пачеко обращался с просьбами повлиять на спортсмена к его тренеру Анджело Данди, лидеру движения (в котором состоял Али) «Нация ислама» Уариту Дину Мохаммеду, жене спортсмена и к нему лично. Однако попытки Пачеконе повлиять на Али не увенчались успехом, и в итоге он покинул команду помогавшею Мохаммеду Али готовиться к поединкам. При этом хотя Мухаммед Али, и сам осознавал, что ему пора завершить карьеру, но он ещё не был готов принять такое решение.
Вскоре после боя с Шейверсом Али получил предложение за 3 500 000 $ провести поединок с победителем Олимпийские Игры 1976 года по боксу в полутяжелом весе (до 81 кг) и начинающим профессиональным боксером Леоном Спинксом. Леон Спинкс дебютировал на профессиональном ринге в январе 1977 года, и за 11 месяцев этого года провёл семь поединков, в шести из которых выиграл, а один (против Скотта Леду) свёл вничью.
Мухаммед Али, который и сам был олимпийским чемпионом 1960 года (в полутяжёлом весе — до 81) был рад на закате своей карьеры провести бой с другим олимпийским чемпионом, так как по ходу своей карьеры профессионального боксёра он встречался с тремя олимпийскими чемпионами (с Флойдом Паттерсоном (чемпион во втором среднем весе 1952 года), Джо Фрейзером (чемпион в супертяжёлом весе 1964 года) и Джорджем Форманом (чемпионом в супертяжёлом весе 1968 года)), и всех их побеждал.
После непродолжительных переговоров об организации поединка, бой «Мухаммед Али — Леон Спинкс» был назначен на 15 февраля 1978 года, а местом его проведения был выбран расположенный в Лас-Вегасе (штат Невада) отель «Хилтон». Важную роль в организации поединка играл промоутер Батч Люьис.
17 января 1978 года Мухаммед Али отпраздновал своё 36-летие в Чикаго, после чего сразу же в свой тренировочный лагерь в город Дир-Лейк (округ Скулкилл, штат Пенсильвания, США). Из-за того, что Спинкс как боксёр-профессионал провёл всего семь поединков, а его карьера (на момент боя с Али) длилась чуть более года, Али не воспринимал его как серьёзного оппонента.
На момент начала подготовки к бою чемпион весил около 108 кг, что было на шесть кг больше, чем он весел в своём предыдущем поединке 29 сентября 1977 года. По воспоминанию современником на тренировках Али не сильно усердствовал, и даже позволял себе их пропускать. Во время подготовки к бою, Мухаммеда Али часто навещали его друзья — звёзды шоу-бизнеса (среди которых были: Андре Гигант, Горвард Коссел, Дайана Росс, Лола Фалана, Сэмми Дэвис и группа The Jackson 5), для которых Али устраивал показательные шоу, которые, не могли заменить настоящие тренировки.
На предматчевом взвешивании, чемпион весил приблизительно 101,7 кг, а его визави — менее 90 кг.
Действующий чемпион считался абсолютным фаворитом в поединке. Так, в США ставки на тотализаторе на этот поединок даже не принимались, а газета «Daily News» писала, о том, «что ни один человек не решился бы предсказать поражение Али».

## Андеркарт
Комментарий: Андеркарт — предварительные боксёрские бои перед основным поединком вечера.
В таблице перечислены результаты всех поединков боксёров.
В каждой строке указан результат поединка. Дополнительно номер поединка обозначен цветом, который обозначает итог поединка. Расшифровка обозначений и цветов представлена в нижеследующей таблице.
| Пример | Расшифровка                     |
| ------ | ------------------------------- |
|        | Победа                          |
|        | Ничья                           |
|        | Поражение                       |
|        | Планируемый поединок            |
|        | Поединок признан несостоявшимся |
| КО     | Нокаут                          |
| ТКО    | Технический нокаут              |
| PTS    | Решение судей (по очкам)        |
| UD     | Единогласное решение судей      |
| MD     | Решение большинства судей       |
| SD     | Раздельное решение судей        |
| RTD    | Отказ от продолжения боя        |
| DQ     | Дисквалификация                 |
| NC     | Поединок признан несостоявшимся |

## После боя

### Значение поединка
Поединок Майк Тайсон — Джеймс Дуглас был признан одним из самых больших апсетов (поединков, в которых победу одержал аутсайдер) в тяжёлом весе. Ряд специалистов сравнивали его с боями — Мохаммед Али — Леон Спинкс (1978), Ларри Холмс — Майкл Спинкс (1985), Леннокс Льюис — Хасим Рахман (2001), Владимир Кличко — Корри Сандерс (2003), Энтони Джошуа — Энди Руис (2019).
Подводя итоги 1978 года, авторитетный американский журнал о боксе «The Ring» присудил этому поединку награды Бой года, Апсет года и Раунд года (15-му раунду).